# Marrákes
Marrákes (arabul مراكش, megközelítő ejtése: marraks; francia írásmóddal Marrakech, angol írásmóddal Marrakesh vagy Marakesh) Marokkó délnyugati részén, az Atlasz-hegység lábánál fekvő város, Marokkó negyedik legnagyobb városa. Lakosainak száma 2014-ben körülbelül 930 ezer fő volt, míg körzetének népessége a kétmilliót is meghaladta. A lakosság többsége berber származású. 

## Neve
A nevének egyik lehetséges eredete berber szavakból származik: amur (n) akush (tifinag írással: ⴰⵎⵓⵔ ⵏ ⴰⴽⵓⵛ), ami azt jelenti: „Isten földje”.
A város nevéből ered Marokkó, az ország elnevezése is. A várost az arabok Al Hamra, azaz „vörös város” (المدينة الحمراء) néven is ismerik.

## Éghajlat
| Hónap                         | Jan. | Feb. | Már. | Ápr. | Máj. | Jún. | Júl. | Aug. | Szep. | Okt. | Nov. | Dec. | Év   |
| ----------------------------- | ---- | ---- | ---- | ---- | ---- | ---- | ---- | ---- | ----- | ---- | ---- | ---- | ---- |
| Átlagos max. hőmérséklet (°C) | 18,4 | 20,0 | 22,3 | 23,7 | 27,5 | 31,3 | 36,8 | 36,5 | 32,5  | 27,5 | 22,2 | 18,7 | 26,5 |
| Átlagos min. hőmérséklet (°C) | 6,0  | 7,5  | 9,4  | 11,0 | 13,8 | 16,3 | 20,0 | 20,0 | 18,2  | 14,7 | 10,4 | 6,5  | 12,8 |
| Átl. csapadékmennyiség (mm)   | 32   | 38   | 38   | 39   | 24   | 5    | 1    | 3    | 6     | 24   | 41   | 31   | 282  |
| Forrás: NOAA                  |      |      |      |      |      |      |      |      |       |      |      |      |      |

## Történelem
A régiót a neolitikum óta berberek lakták.

### Középkor
A várost Juszuf ibn Tasfin (1009-1106) alapította a 11. században. Az Almorávidák létrehozták a város első nagyobb építményeit. A 12. században épült fel a Kutubia mecset. A város vörös falai, amelyeket Ali ibn Juszuf építtetett 1122–1123-ban, és az ezt követően vörös homokkőből épült épületek után adták a városnak a "vörös város" becenevet.
Az Almohádok (1130-1269) által 1147-ben meghódított város egy olyan királyság fővárosa lett, amely Tunéziától az Atlanti-óceánig és a Szaharától Andalúziáig terjedt. Ők építették a Kutubiya-mecsetet, a spanyol-mór építészet egyik legszebb példáját, egy erődkomplexumot, valamint kiterjedt bazárokat és kerteket létesítettek.
A híres filozófus, tudós és polihisztor Ibn Rushd (nyugaton Averroes néven ismert, 1126-1198) Marrákesben élt, ahol több ismertebb művét írta.
A Marínidák (1244-1578) uralkodása alatt a város hanyatlásnak indult, akiknek a fővárosa Fez lett.

### Újkor
A szaaditák alatt (1510-1603), akik 1554-ben fővárossá tették, ismét jelentős város lett. Ebben az időben több palota épült, és újjáéledt a környező Hawz-síkság öntözőrendszere.

### Modern kor
Az Almorávidák alatt kiépített öntözőrendszert ma is használják a város ligeteinek öntözésére.
A Gueliz nevű modern negyed a medinától (óváros) nyugatra a francia protektorátus alatt épült ki.

## Gazdaság
A város a Marrakech-Tensift-El Haouz közigazgatási régió székhelye, és egyben Marokkó turisztikai központja. A kereskedelem, a kézművesség és a turizmus fontos szerepet játszik a helyi gazdaság számára.
A városban rengeteg piac működik, amelyek sok ezer embert foglalkoztatnak a fazekasság, rézáru, bőr és egyéb kézműves iparban.
Itt található Marokkó és egyben egész Afrika legnagyobb forgalmú hagyományos piaca, a Dzsema el Fna.[forrás?]

### Közlekedés
Saját nemzetközi repülőtere van  a város délnyugati részén (angolul Menara International Airport).
Vasút és közút köti össze Szafī és Casablanca városaival.

## Galéria

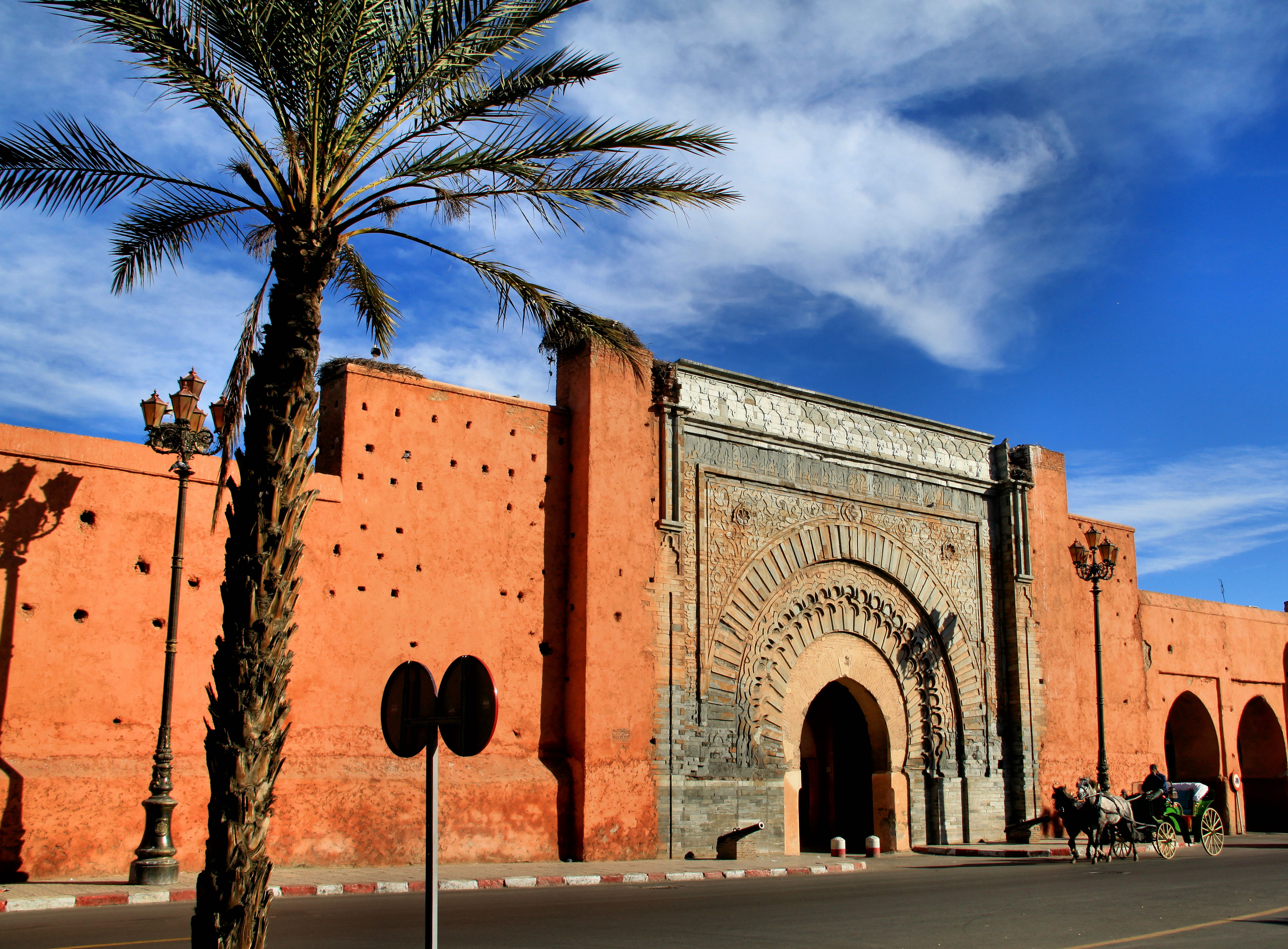
A Fekete kapu
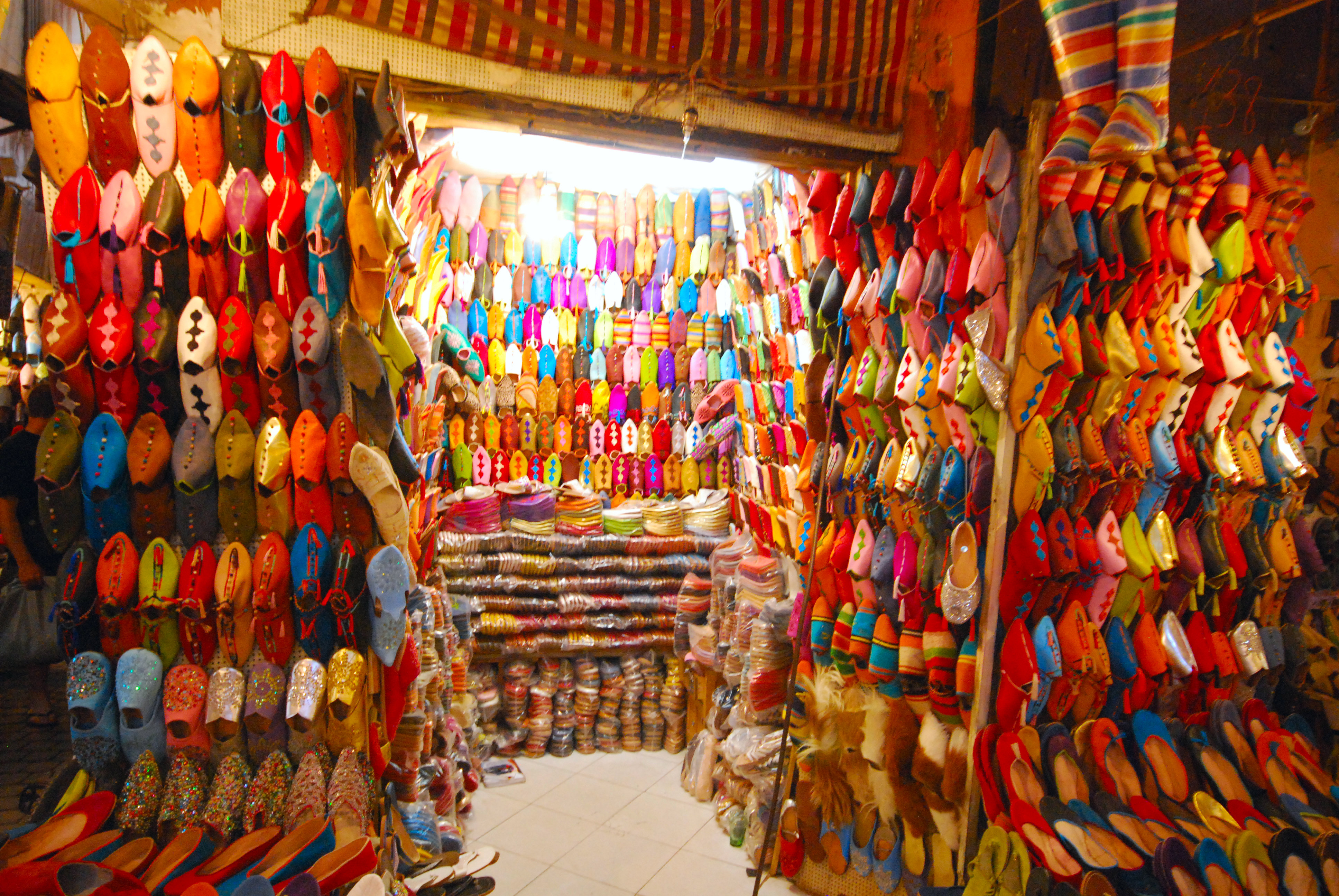
Papucsárus a bazárban
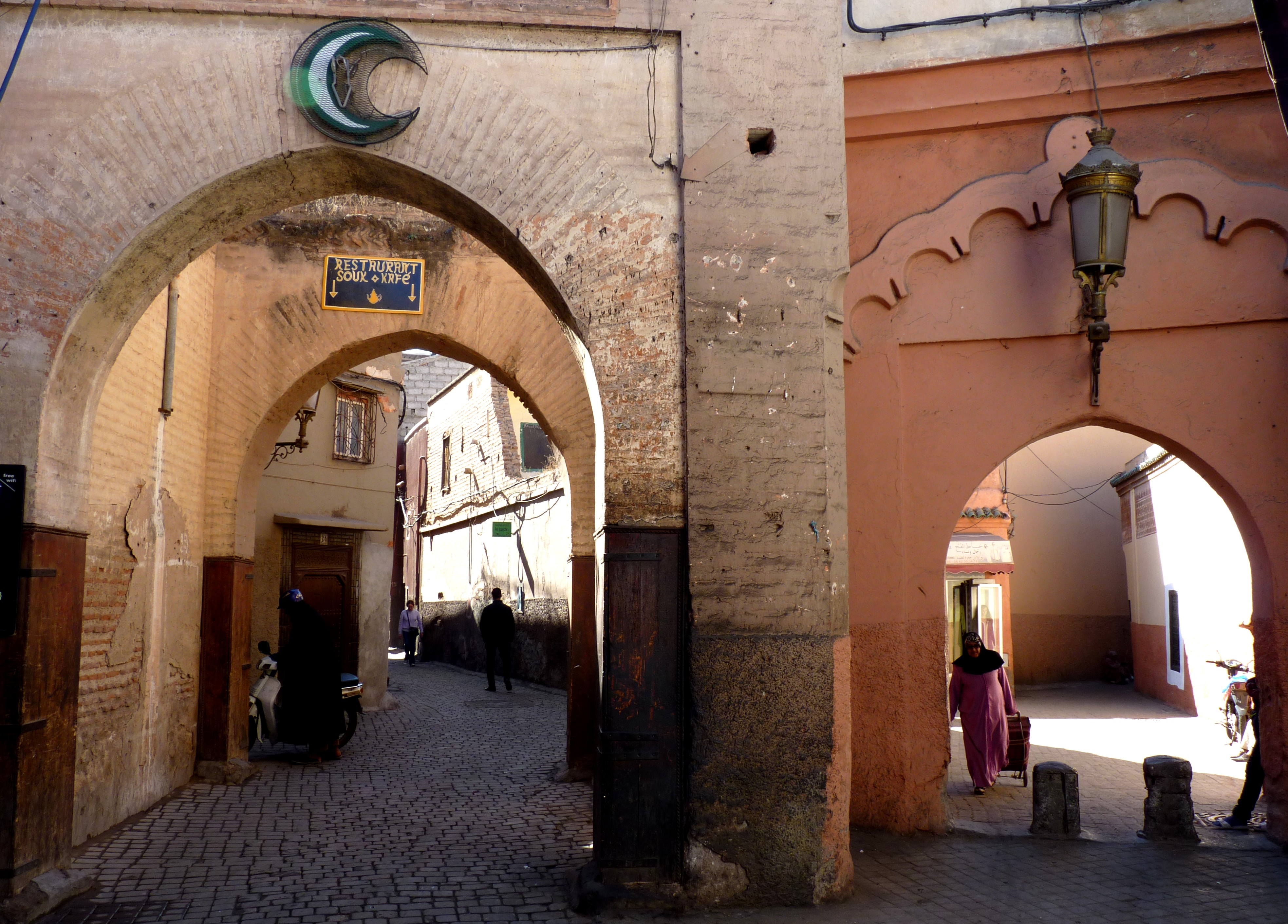
Óvárosi utcák
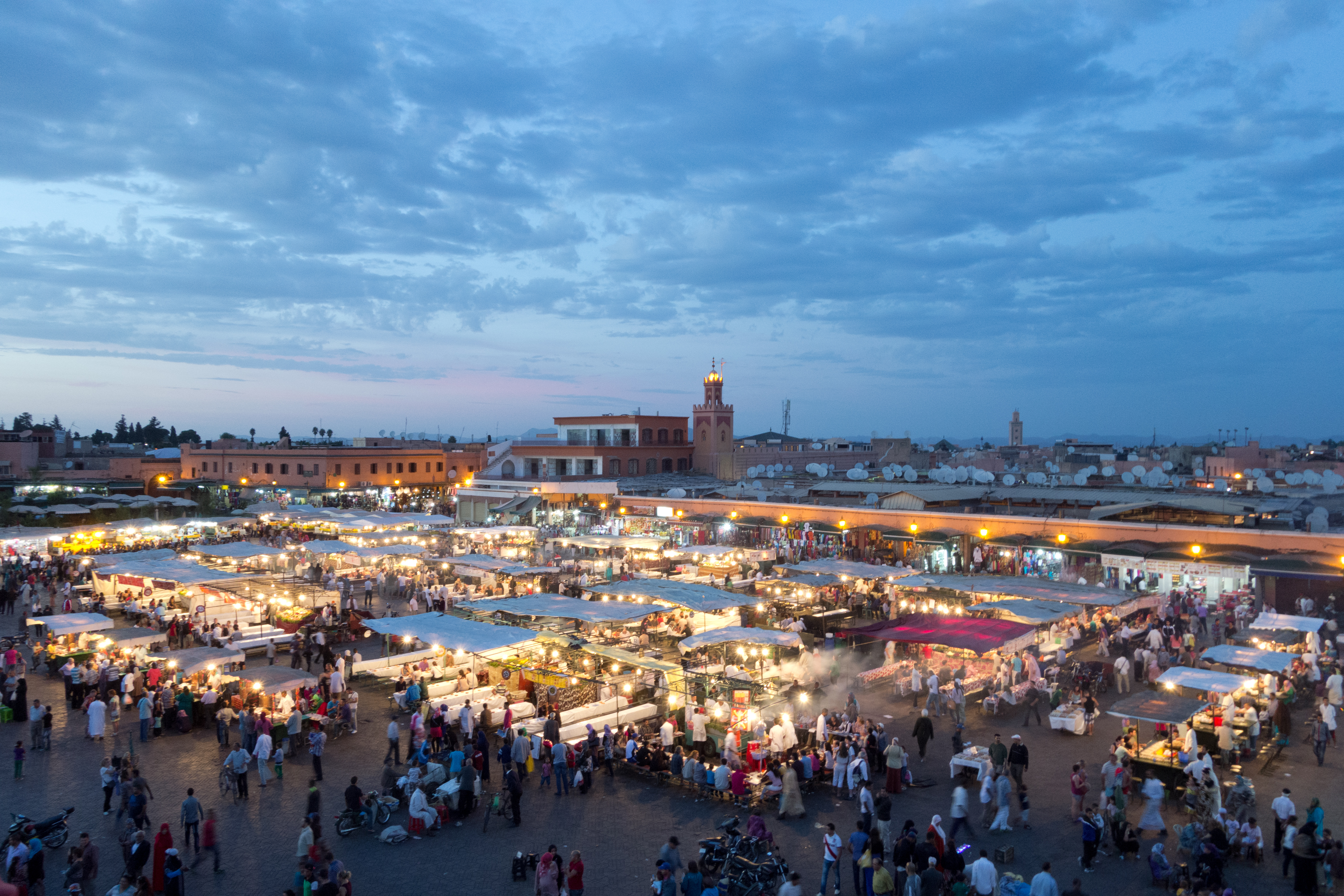
A főtér
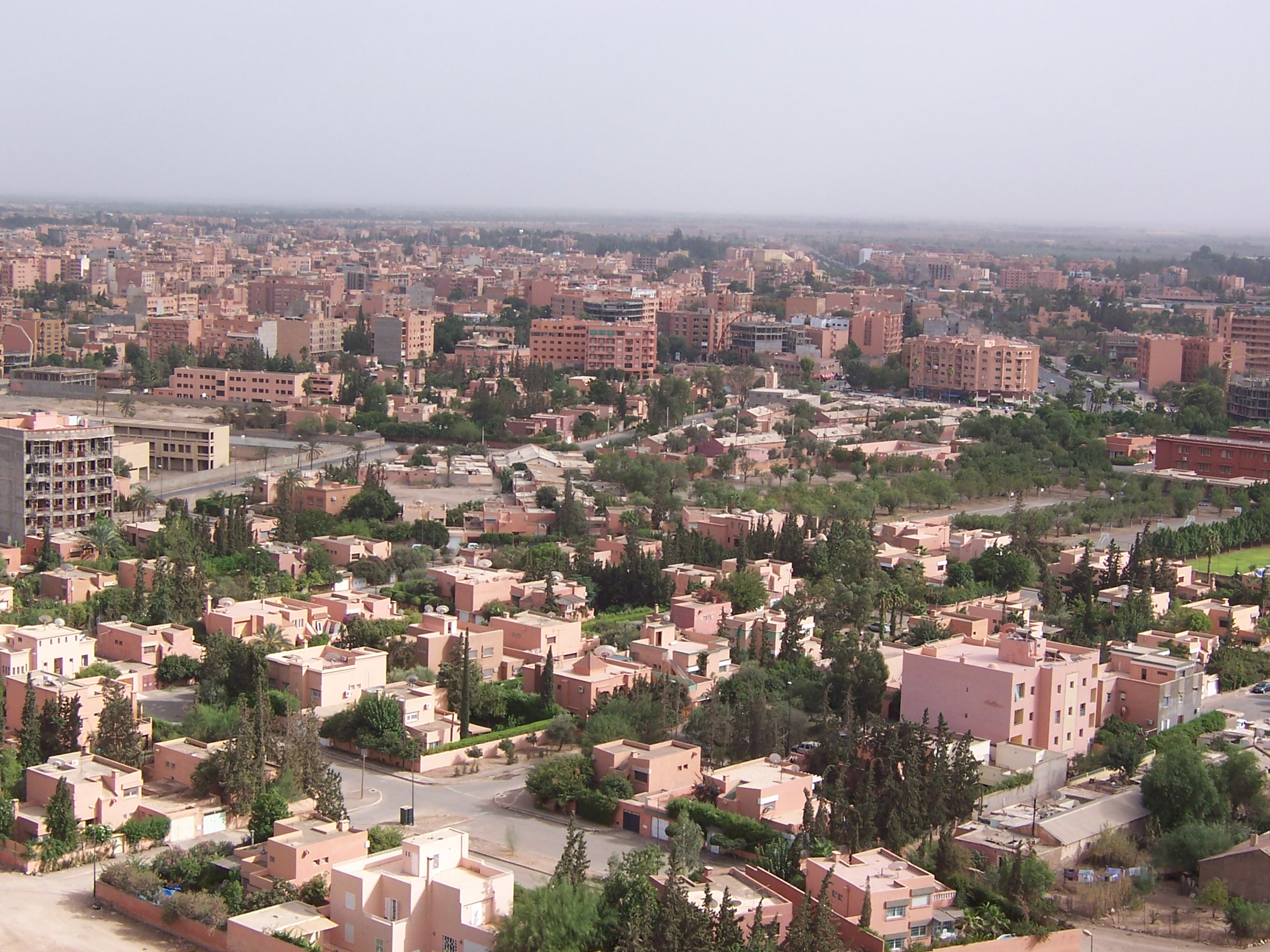
A város látképe